# Liste der Kulturgüter in Koppigen
Die Liste der Kulturgüter in Koppigen enthält alle Objekte in der Gemeinde Koppigen im Kanton Bern, die gemäss der Haager Konvention zum Schutz von Kulturgut bei bewaffneten Konflikten, dem Bundesgesetz vom 20. Juni 2014 über den Schutz der Kulturgüter bei bewaffneten Konflikten sowie der Verordnung vom 29. Oktober 2014 über den Schutz der Kulturgüter bei bewaffneten Konflikten unter Schutz stehen.
Objekte der Kategorien A und B sind vollständig in der Liste enthalten, Objekte der Kategorie C fehlen zurzeit (Stand: 6. März 2024). Unter übrige Baudenkmäler sind geschützte Objekte zu finden, die im Bauinventar des Kantons Bern als «schützenswert» verzeichnet sind.

## Kulturgüter
| Foto |                                                                                      | Objekt                                                                | Kat. | Typ | Standort                                  | Beschreibung |
| ---- | ------------------------------------------------------------------------------------ | --------------------------------------------------------------------- | ---- | --- | ----------------------------------------- | --- |
| ja   | Datei hochladen · Wikidata zu Ehemaliger Gasthof Bären mit Nebenbauten (Q19362629)   | Ehemaliger Bären mit Nebenbauten im Weiler St. Niklaus KGS-Nr.: 09224 | A    | G   | Bern-Zürichstrasse 28, 30 613278 / 219955 | Der 1824 erbaute ehemalige Gasthof im Weiler St. Niklaus ist ein weiss verputzter Massivbau mit Sandsteingliederungen. Der symmetrisch proportionierte Baukörper unter Mansarddach mit Lukarnen steht, in Anlehnung an einen herrschaftlichen Landsitz, stilistisch zwischen Spätbarock und Klassizismus. Nebenan befindet sich der Bärenstock, ein im letzten Viertel des 18. Jahrhunderts erbautes, weiss verputztes Stöckli mit geknicktem Vollwalmdach. |
| ja   | Datei hochladen · Wikidata zu Dienstbotenheim (ehemaliger Gasthof Sonne) (Q29672784) | Dienstbotenheim (ehemaliger Gasthof Sonne) KGS-Nr.: 00999             | B    | G   | Bern-Zürichstrasse 7 612990 / 219680      | 1832 erbauter ehemaliger Gasthof im Weilter Oeschberg, 1906 zu einem Altersheim für landwirtschaftliche Angestellte umgebaut. Fünfachsiger Massivbau mit klassizistischer Prägung nach der Vorlage des Gasthofs Bären in St. Niklaus unter prägendem Mansarddach mit geschweiften Lukarnen. Im Innern ist die Ausstattung weitgehend im originalen Zustand erhalten geblieben.                                                                              |
| ja   | Datei hochladen · Wikidata zu Reformierte Kirche (Q29672798)                         | Reformierte Kirche KGS-Nr.: 01000                                     | B    | G   | Hauptstrasse 3 612456 / 220345            | In der ersten Hälfte des 14. Jahrhunderts erbautes Kirchengebäude. Die stattliche gotische Anlage besteht aus dem Kirchenschiff und dem eingezogenen, gewölbten Rechteckchor. Der 1529/30 nach einem Brand wiederhergestellt Turm steht im Winkel zwischen Schiff und Chor. Das Innere ist ausgestattet mit einem markanten Triumphbogen, einem Kreuzrippengewölbe und einem barocken Abendmahltisch.                                                       |
| ja   | Datei hochladen · Wikidata zu Kornhaus (Q29672813)                                   | Kornhaus KGS-Nr.: 01002                                               | B    | G   | St. Niklausstrasse 17 613250 / 219990     | Ehemals obrigkeitliches Kornhaus von 1645/46 an exponierter Lage im Weiler St. Niklaus. Spätgotischer Massivbau, weiss verputzt und mit markanten Sandsteingliederungen. Geknicktes Halbwalmdach mit Firststange und Wetterfahne, Biberschwanzziegeln und beidseits jeweils kleiner Lukarne. |
| ja   | Datei hochladen · Wikidata zu Kantonale Gartenbauschule Oeschberg (Q29672766)        | Kantonale Gartenbauschule Oeschberg KGS-Nr.: 10469                    | B    | G   | Bern-Zürichstrasse 14 613174 / 219597     | Das 1922/23 erbaute Schulgebäude von Konrad von Steiger ist ein imposanter, sachlicher Heimatstilbau in Massivbauweise mit mächtigem, geknicktem Walmdach. Die elfachsige auf der Gartenseite besitzt mit Lisenen gefassten Seitenrisaliten und einen langen Balkon, die Nordseite einen Treppenvorbau im Mittelrisalit und Dreiecksgiebel. Um das Gebäude herum erstreckt sich eine Grünanlage mit verschiedenen Nutz- und Ziergärten.                     |

## Übrige Baudenkmäler
Hinweis: Anstelle der KGS-Nummer wird als Objekt-Identifikator (ID) die Grundstücksnummer verwendet.
| ID   | Foto |                                                         | Objekt                                      | Typ | Standort                               | Beschreibung                                                                              |
| ---- | ---- | ------------------------------------------------------- | ------------------------------------------- | --- | -------------------------------------- | ----------------------------------------------------------------------------------------- |
| 8    | BW   | Datei hochladen                                         | Pfarrhaus (1724/25)                         | G   | Kirchgasse 2 612491 / 220377           |                                                                                           |
| 29   | BW   | Datei hochladen                                         | Dorfbrunnen (1. Hälfte 19. Jh.)             | K   | Kornhausweg N.N. 613267 / 219984       |                                                                                           |
| 62   | BW   | Datei hochladen                                         | Ehemaliges Sekundarschulhaus (1907/08)      | G   | Alchenstorfstrasse 4 613483 / 219896   |                                                                                           |
| 64   | BW   | Datei hochladen                                         | Brunnen (1735)                              | K   | Hauptstrasse N.N.1 612498 / 220292     |                                                                                           |
| 64   | ja   | Datei hochladen · Wikidata zu Schulhaus (Q111337326)    | Schulhaus (1864–1867)                       | G   | Hauptstrasse 12 612478 / 220275        |                                                                                           |
| 136  | BW   | Datei hochladen                                         | Ehemaliger Speicher (um 1800)               | G   | Bern-Zürichstrasse 28c 613302 / 219945 |                                                                                           |
| 145  | BW   | Datei hochladen                                         | Speicher (1679)                             | G   | Bern-Zürichstrasse 5a 612948 / 219619  |                                                                                           |
| 181  | BW   | Datei hochladen                                         | Stöckli (1821)                              | G   | Moosgässli 8 612615 / 219984           |                                                                                           |
| 181  | BW   | Datei hochladen                                         | Bauernhaus (1787/88)                        | G   | Moosgässli 10 612571 / 220001          |                                                                                           |
| 243  | BW   | Datei hochladen                                         | Bauernhaus (1808)                           | G   | Solothurnstrasse 8 612396 / 220450     |                                                                                           |
| 243  | BW   | Datei hochladen                                         | Ehemaliger Ofenhausspeicher (1813)          | G   | Solothurnstrasse 8a 612382 / 220427    |                                                                                           |
| 269  | BW   | Datei hochladen                                         | Wohnstock (um 1820)                         | G   | Hauptstrasse 18 612559 / 220203        |                                                                                           |
| 292  | BW   | Datei hochladen                                         | Villa (1910)                                | G   | Oeschbergstrasse 2 612825 / 220029     |                                                                                           |
| 296  | BW   | Datei hochladen                                         | Bauernhaus (1814)                           | G   | Schulweg 3 612574 / 220306             |                                                                                           |
| 315  | BW   | Datei hochladen                                         | Bauernhaus (1767)                           | G   | Moosgässli 18 612600 / 219915          |                                                                                           |
| 376  | ja   | Datei hochladen · Wikidata zu Villa (1882) (Q117023628) | Villa (1882)                                | G   | St. Niklausstrasse 11 613079 / 219996  |                                                                                           |
| 384  | BW   | Datei hochladen                                         | Bauernhaus (1819)                           | G   | Utzenstorfstrasse 22 612106 / 220165   |                                                                                           |
| 396  | BW   | Datei hochladen                                         | Bauernhaus (1815)                           | G   | St. Niklausstrasse 13 613174 / 219986  |                                                                                           |
| 396  | BW   | Datei hochladen                                         | Speicher (1780)                             | G   | St. Niklausstrasse 13c 613145 / 220000 | 1989 vom ursprünglichen Standort Schulweg 3a hierher, an die Niklausstrasse 13c versetzt. |
| 396  | BW   | Datei hochladen                                         | Stöckli (1787)                              | G   | St. Niklausstrasse 15 613208 / 219985  |                                                                                           |
| 405  | BW   | Datei hochladen                                         | Ofenhausstöckli (1824)                      | G   | Utzenstorfstrasse 33 612089 / 220050   |                                                                                           |
| 442  | BW   | Datei hochladen                                         | Ehemaliges Ofenhausstöckli (1825)           | G   | Hauptstrasse 4 612373 / 220263         |                                                                                           |
| 448  | BW   | Datei hochladen                                         | Ehemaliges Bauernhaus (1828)                | G   | Hauptstrasse 14 612531 / 220245        |                                                                                           |
| 458  | BW   | Datei hochladen                                         | Stöckli (1815)                              | G   | Hauptstrasse 8 612398 / 220256         |                                                                                           |
| 459  | BW   | Datei hochladen                                         | Mühle (1571)                                | G   | Mühlegasse 5 612480 / 220179           |                                                                                           |
| 462  | BW   | Datei hochladen                                         | Ehemaliger Ofenhaus-Stöckli-Speicher (1727) | G   | Utzenstorfstrasse 4 612335 / 220319    |                                                                                           |
| 490  | BW   | Datei hochladen                                         | Ehemaliges Bauernhaus (1820)                | G   | Hauptstrasse 35 612803 / 220098        |                                                                                           |
| 507  | BW   | Datei hochladen                                         | Wohnstock (1811)                            | G   | Kornhausweg 2 613275 / 219998          |                                                                                           |
| 527  | BW   | Datei hochladen                                         | Bauernhaus (1. Viertel 19. Jh.)             | G   | Solothurnstrasse 10 612406 / 220521    |                                                                                           |
| 542  | BW   | Datei hochladen                                         | Bauernhaus (1846)                           | G   | Hauptstrasse 1 612426 / 220323         |                                                                                           |
| 572  | BW   | Datei hochladen                                         | Speicher (1744)                             | G   | Mühlegasse 9 612471 / 220169           |                                                                                           |
| 896  | BW   | Datei hochladen                                         | Stöckli mit Ofenhausraum (1818)             | G   | Mühlegasse 13 612447 / 220071          |                                                                                           |
| 1462 | BW   | Datei hochladen                                         | Speicher (18. Jh.)                          | G   | Bern-Zürichstrasse 17c 613284 / 220045 |                                                                                           |